# Sacra conversazione

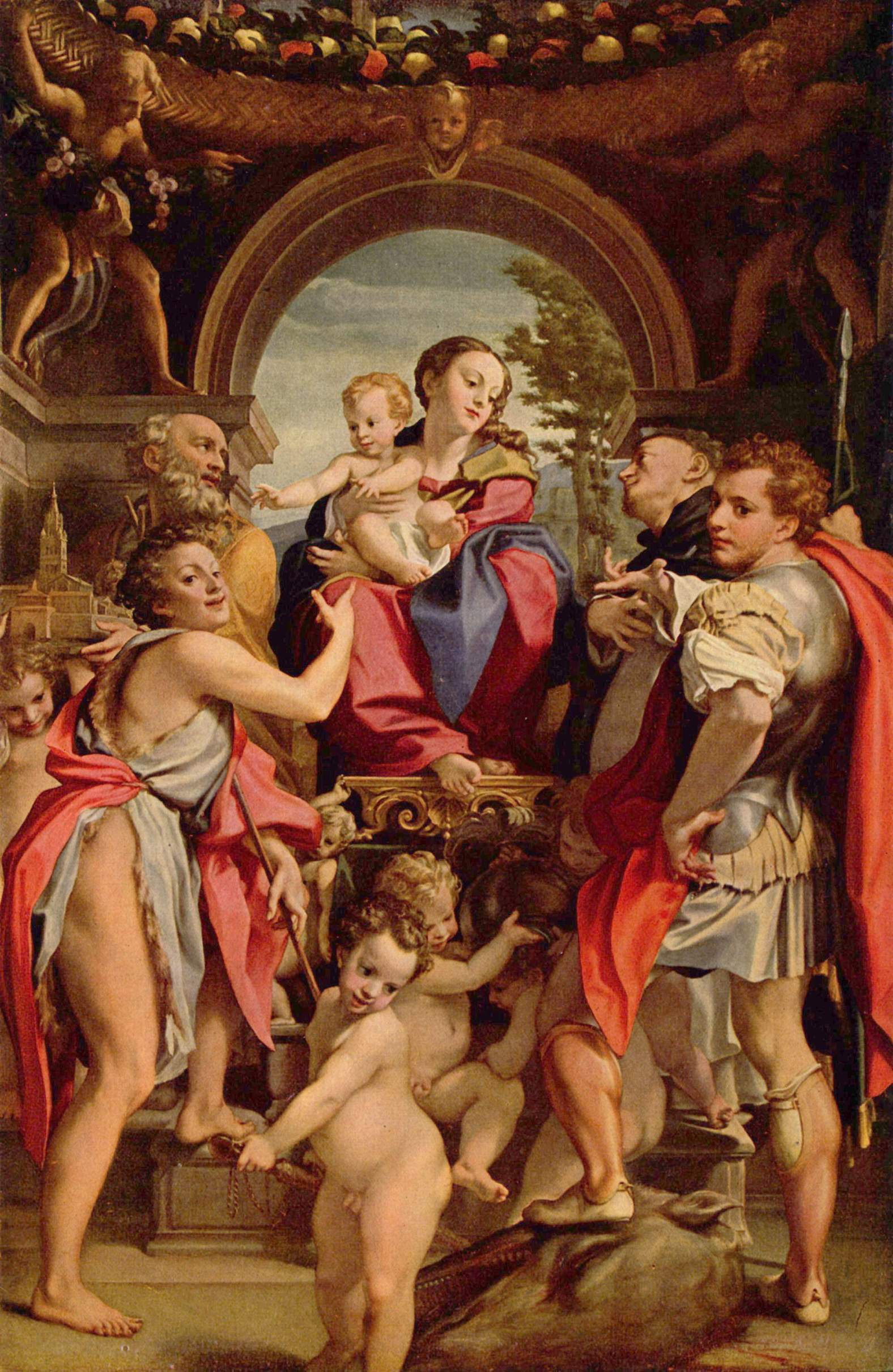
Corregio: Madona se sv. Janem Křtitelem, sv. Petrem s modelem kostela, sv. Gimignianem a sv. Jiřím, oltářní obraz bratrstva sv. Petra v Modeně, 1530–1532, Státní umělecké sbírky Drážďany

Sacra conversazione (italsky), nebo latinsky Sacra conversatione, česky Svatý rozhovor, je často zobrazované téma hovořících nebo gestikulujících světců ve společnosti Panny Marie s dítětem Ježíšem. Vyskytuje se v křesťanské deskové a knižní malbě, také v sochařství, a to od konce 14. století do poloviny 16. století.

## Popis
Vyobrazení Panny Marie s Ježíškem a svatými je obdobné jako Virgo inter virgines, na rozdíl od něj však v něm musí být přítomni svatí muži. Ústřední postavou je panna Marie s dítětem, kterou ve svatém rozhovoru obklopují buď pouze světci, nebo světci se světicemi. Minimální počet jsou dva, maximální kolem deseti. Dalšími přítomnými osobami mohou být andělé, často zpívající a (neb) hrající na hudební nástroje. V případě, že si vyobrazení svaté konverzace dal někdo namalovat jako votivní obraz pro sebe či celou rodinu, vmísili se mezi světce také členové donátorovy rodiny. Sám donátor zpravidla klečí před trůnící Marií a dítě Ježíš mu žehná.

## Období a provenience
Téma se začalo objevovat od přelomu 13.-14. století, jako nejstarší příklad se uvádí malba na chórové přepážce baziliky sv. Marka v Benátkách. Od konce 14. století se svatá konverzace začala šířit téměř do celé křesťanské Evropy. Na rozdíl od samotných světic, které jsou typické pro záalpské oblasti, je svatá konverzace typická především pro Itálii. To ovšem neznamená, že by se jinde neobjevovala. Patří k vůbec nejčastějším skupinovým scénám mariánských oltářů. Není omezena na malbu a knižní iluminace, vyskytuje se také v sestavě soch oltářních retáblů. Během 2. poloviny 16. století bývá vystřídána výjevy zvanými Apoteóza, kde panna Maria již na nebe vzatá přihlíží konverzaci pod sebou.

## Galerie

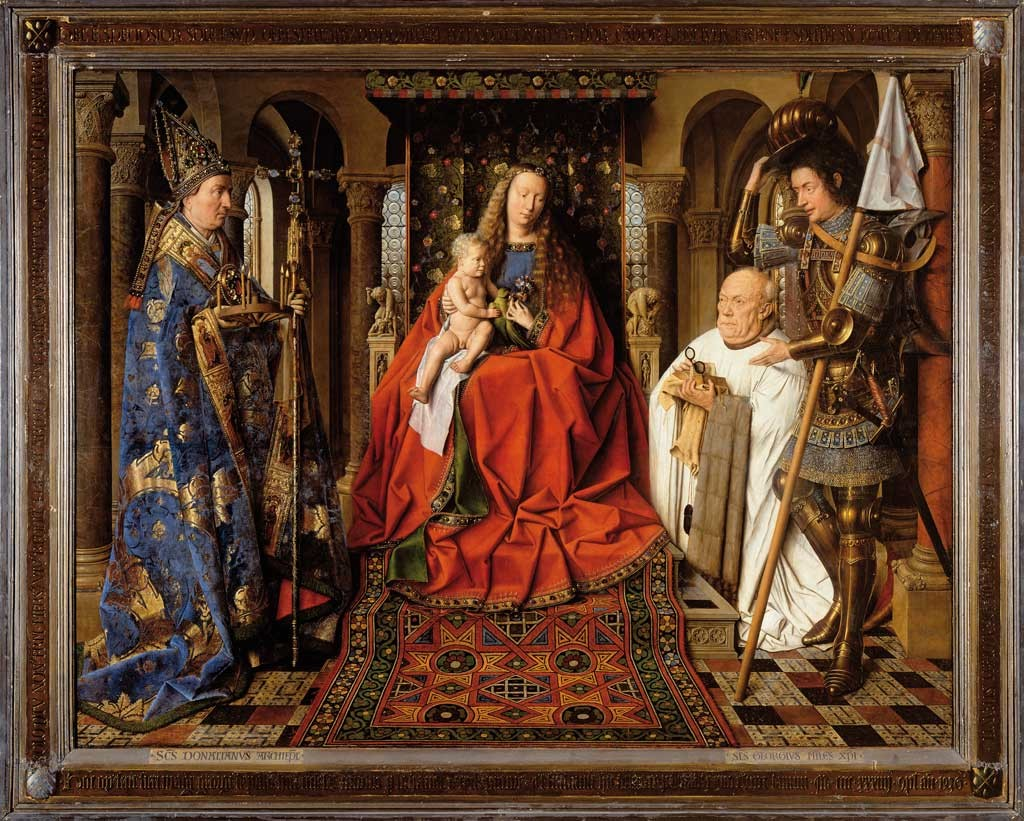
Jan van Eyck: Madona kanovníka Van der Paele
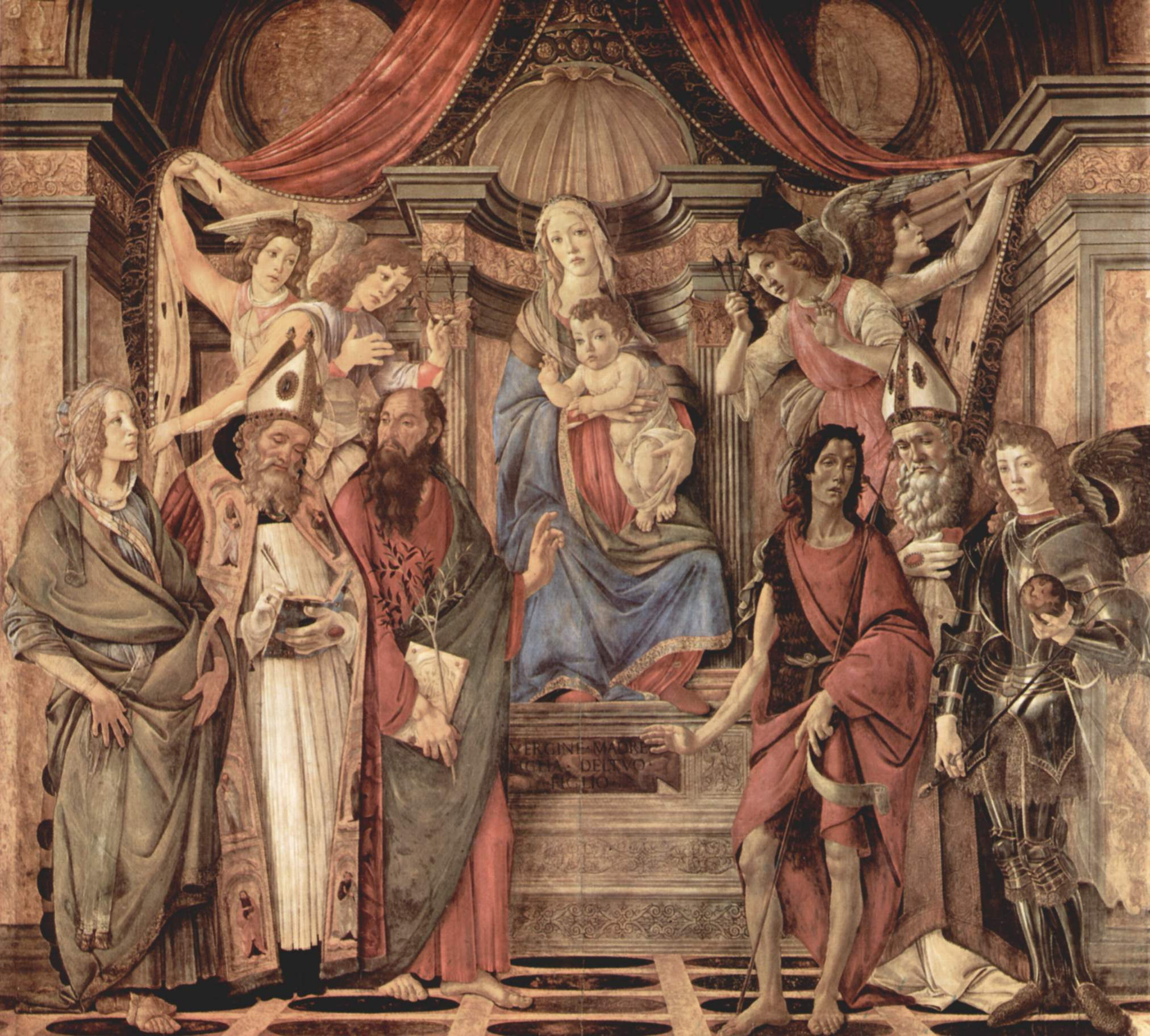
Sandro Botticelli: Madona ze San Barnaba
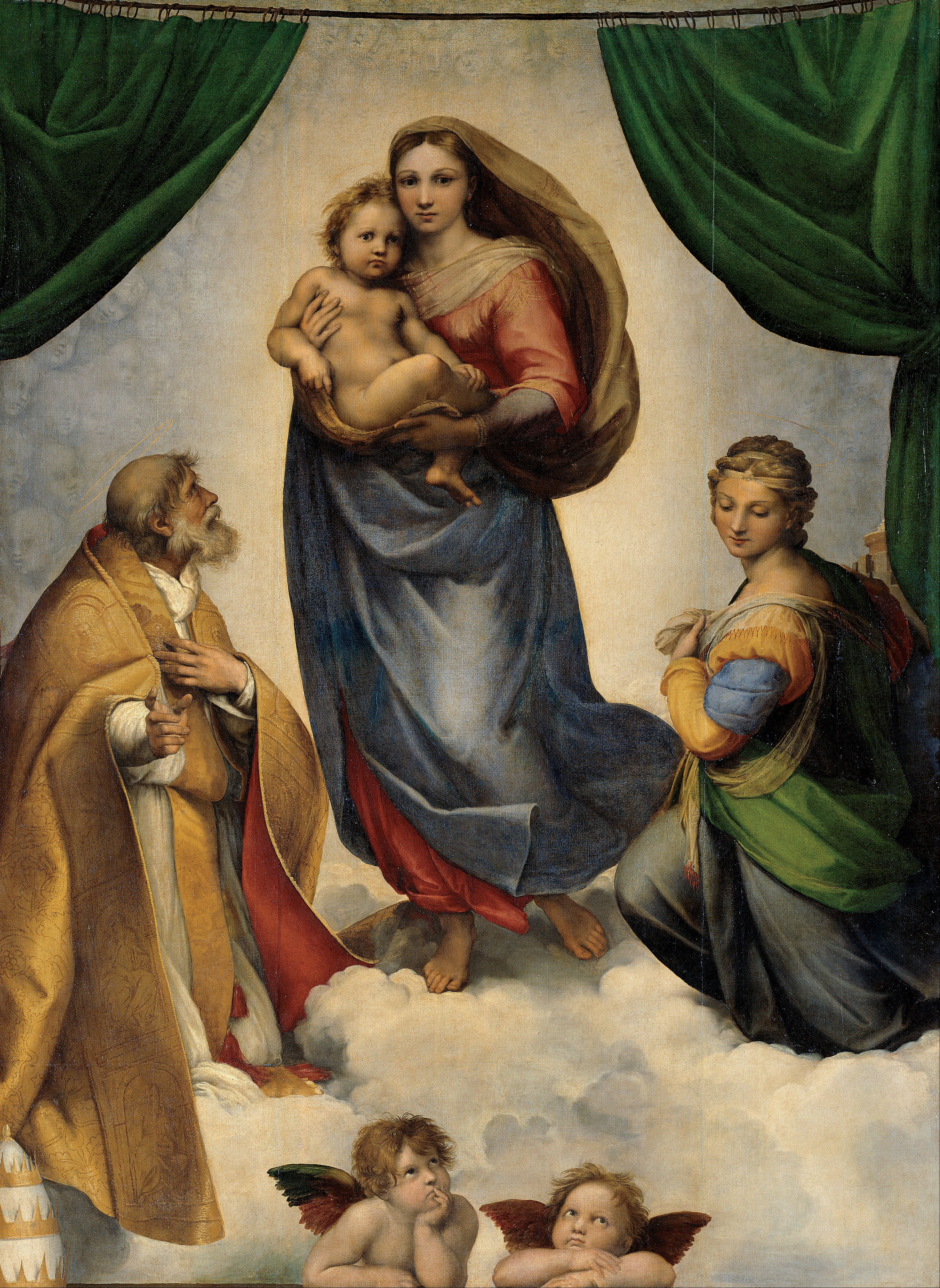
Rafael: Sixtinská madona, 1512–13
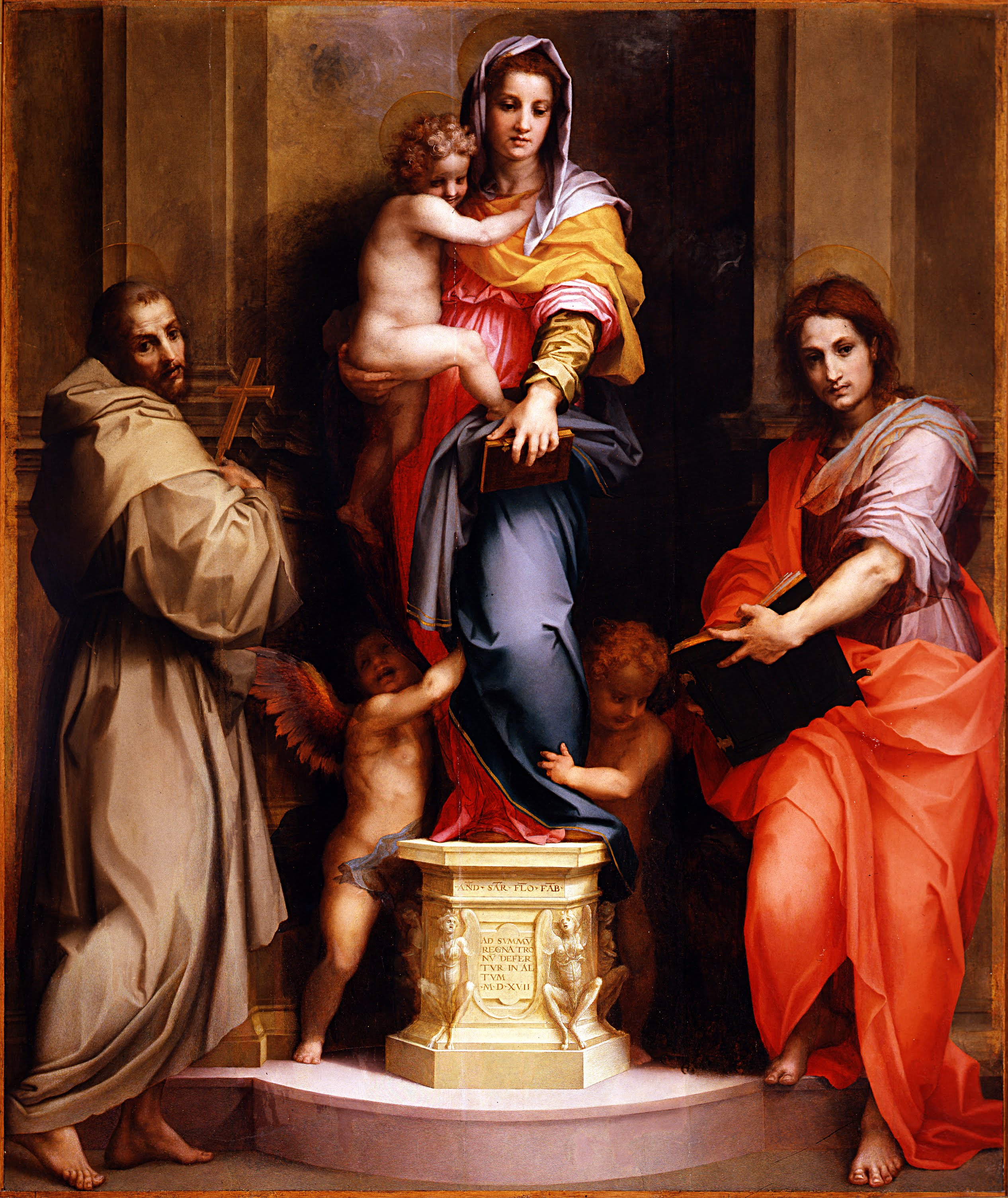
Andrea del Sarto: Madona s harpyjemi, 1517
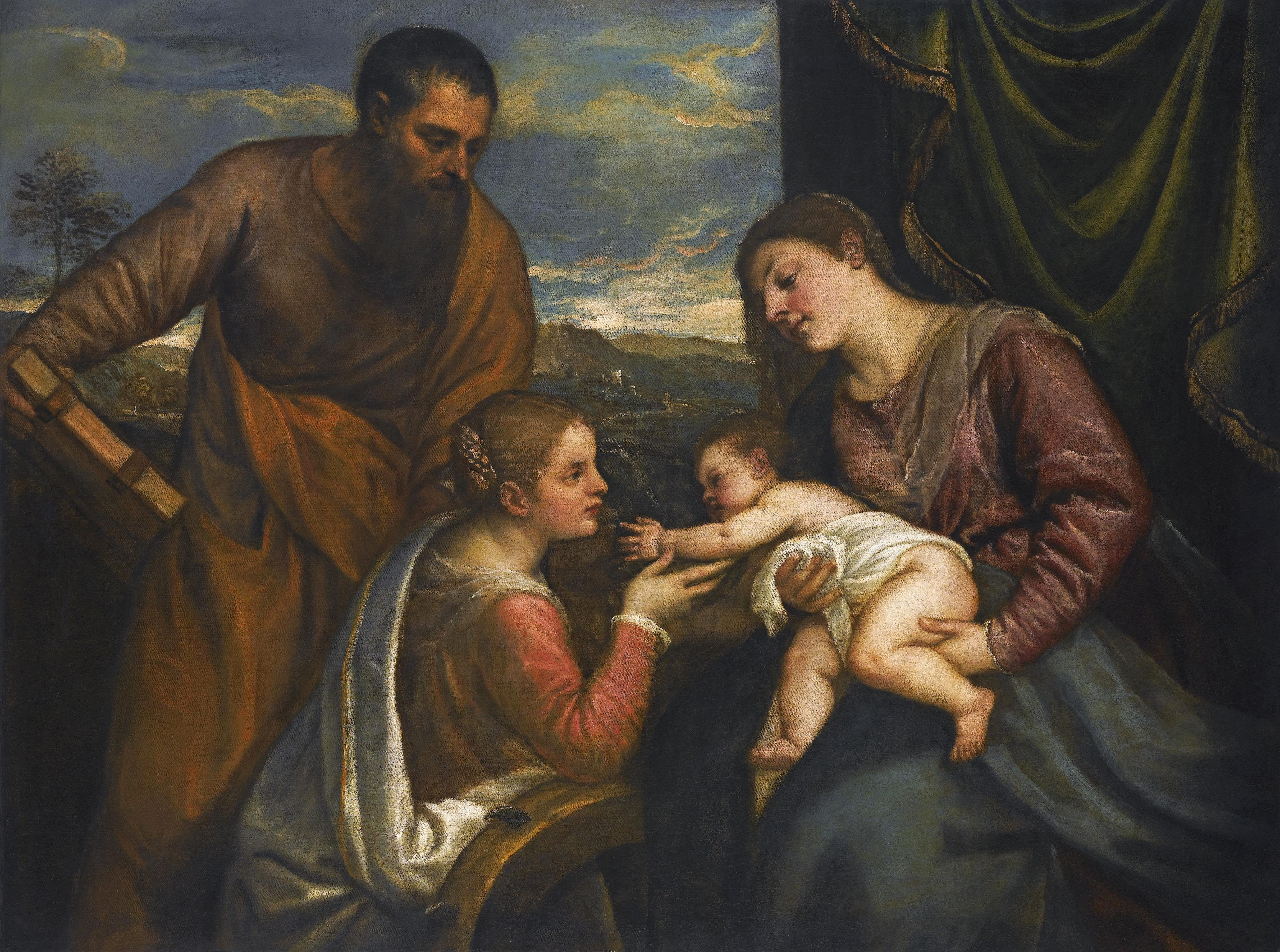
Tizian: Madona s dítětem, sv. Kateřinou a Lukášem
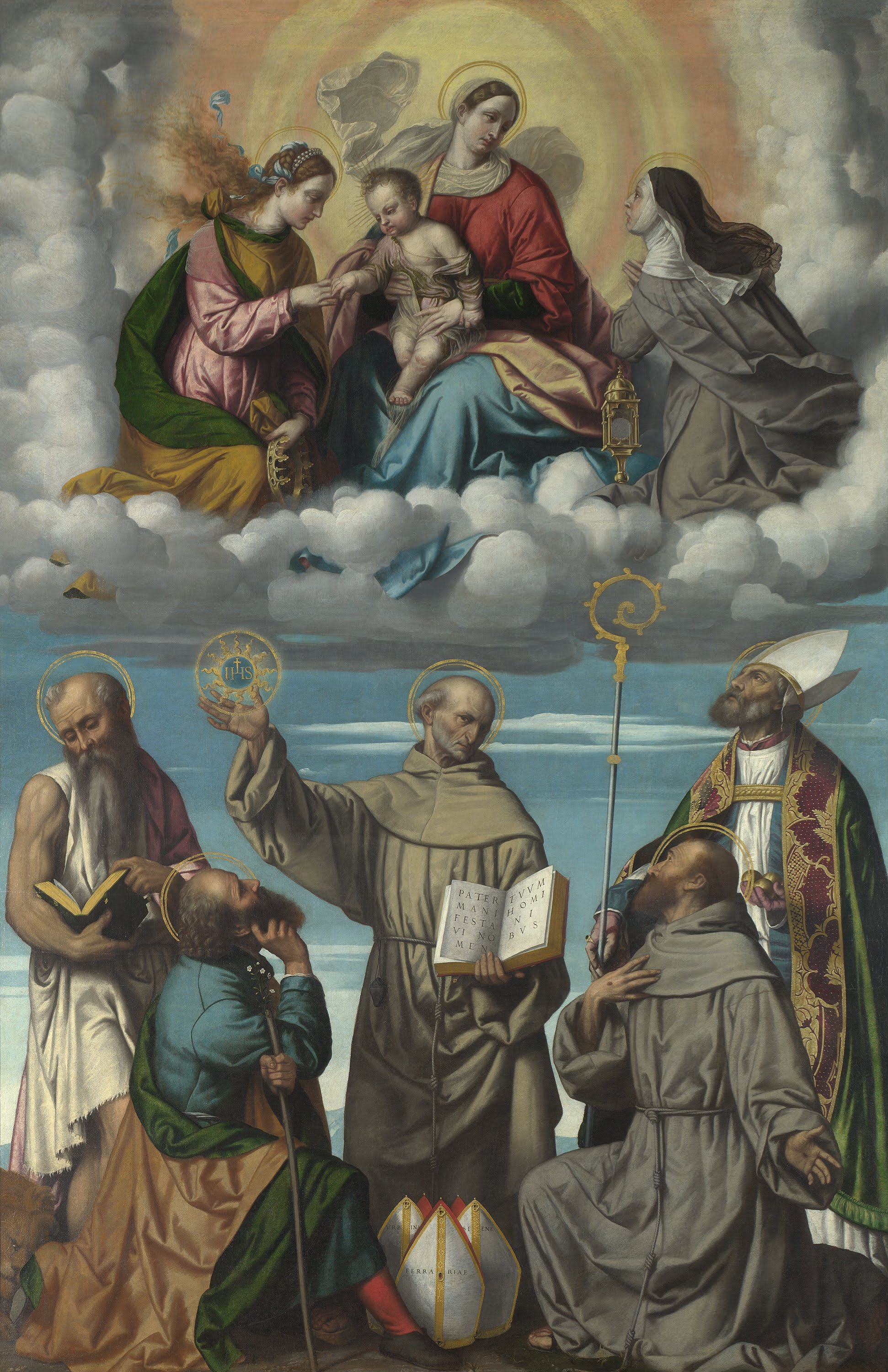
Moretto z Brescie, Svatá konverzace ve dvou etážích
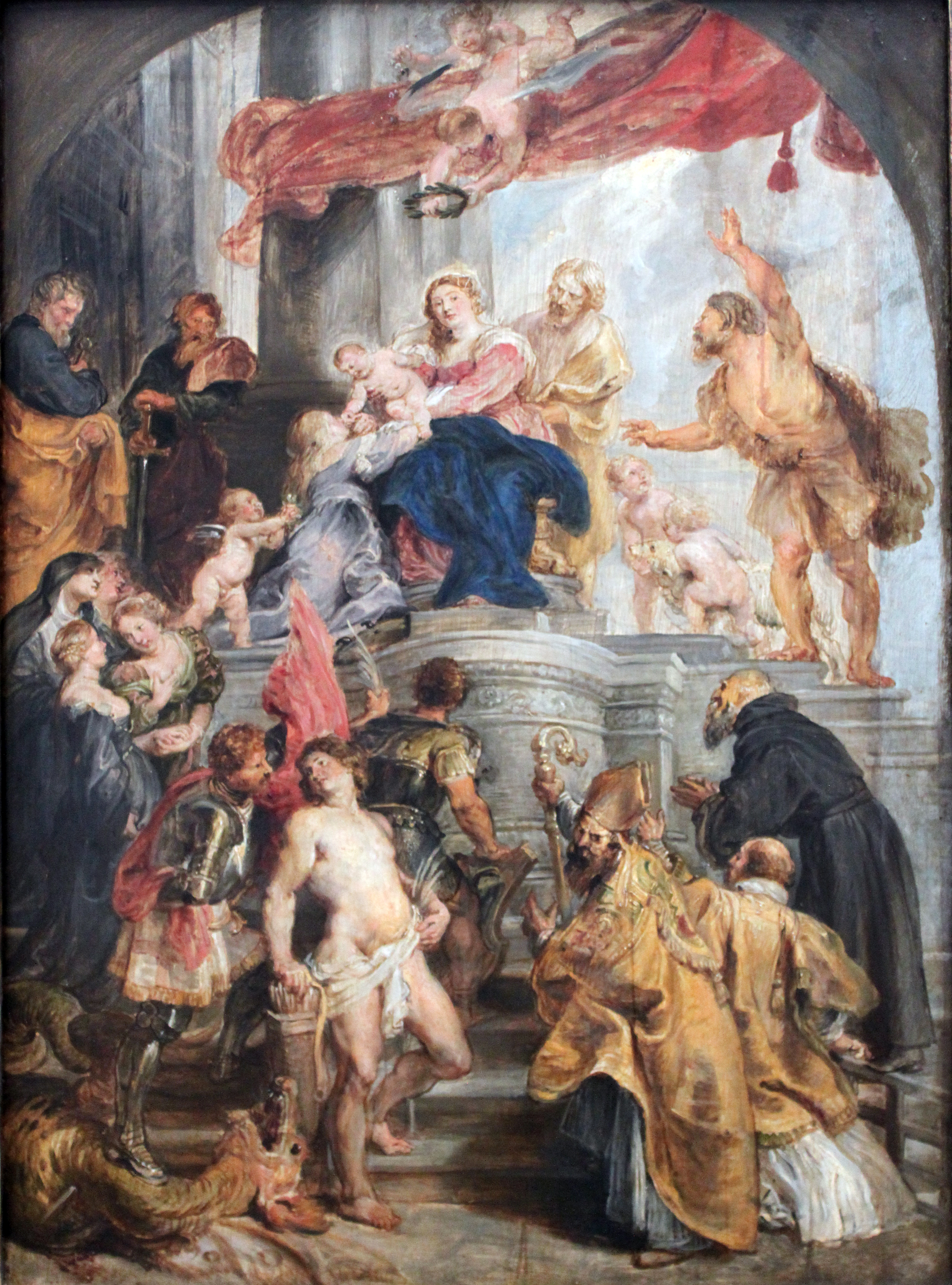
Rubens: Madona mezi svatými, 1627